# Decimiana rehni
Decimiana rehni är en bönsyrseart som först beskrevs av Lucien Chopard 1913.  Decimiana rehni ingår i släktet Decimiana och familjen Acanthopidae. Inga underarter finns listade i Catalogue of Life.